# Шляпников, Александр Гаврилович
Алекса́ндр Гаври́лович Шля́пников («Александр», «Беленин») (18 (30) августа 1885, Муром, Владимирская губерния — 2 сентября 1937, Москва) — российский революционер, большевик с 1903 года, советский государственный деятель, первый народный комиссар труда РСФСР (1917–1918), лидер группы «рабочей оппозиции».

## Биография
Отец умер в раннем возрасте; мне не было ещё трех лет, когда он утонул и оставил мою мать с четырьмя маленькими детьми, младшему из коих было всего лишь несколько месяцев. Жизнь вдовы, оставшейся без средств и без работника, была чрезвычайно тяжела. С самых малых лет все члены семьи приучались к какой-нибудь работе, чтобы быть полезными и помогать матери в её трудной борьбе за жизнь.— Из автобиографии
Родился в большой старообрядческой мещанской семье и с детства познакомился с религиозными преследованиями. Рано оставшись без отца, Шляпников, в 1895 году окончив к десяти годам три класса Муромского начального училища, стал выполнять неквалифицированную работу, чтобы помочь семье.

### Революционная деятельность
С 1898 работал на заводе. К двадцати годам стал одним из лучших токарей Петербурга. Большую часть зарплаты тратил на самообразование и приобретение книг. Участвовал в стачечном движении, в 1901 году вступил в РСДРП, после раскола 1903 года стал большевиком.
С 1908 по апрель 1914 года работал на заводах Франции, Германии и Англии; в совершенстве изучил немецкий и французский языки. Состоял в романтических отношениях с Александрой Коллонтай.
В 1914 году жил и работал на заводах Петрограда под фамилией Жакоба Ноэ. В конце сентября 1914 года был вынужден уехать из России. Утверждается, что в 1915 году он был кооптирован в члены ЦК РСДРП.
В 1917 году был членом Русского бюро ЦК РСДРП и одним из организаторов отрядов народной милиции.

### На государственной и профсоюзной работе
Народный комиссар труда в первом составе Совета Народных Комиссаров Российской Советской Республики.
В ноябре 1917 поддерживал точку зрения о необходимости создания «однородного социалистического правительства» из всех партий, входивших во ВЦИК, не получил поддержки, но не оставил своего поста, добавив к нему обязанности наркома торговли и промышленности. В 1918—1919 годах — кандидат в члены ЦК РКП(б).
В конце мая 1918 года Шляпников со Сталиным, получив чрезвычайные полномочия, были направлены на юг России, чтобы, по словам Ленина, «помочь выкачать оттуда хлеб».
В 1918 был назначен членом РВС Южного фронта, председателем РВС Каспийско-Кавказского фронта, затем членом РВС 16-й армии Западного фронта.
В 1920 отозван для работы в ВЦСПС. В 1921—1922 годах — член ЦК РКП(б).
Выступал против Л. Троцкого с его идеей о милитаризации трудовой жизни страны, принял активное участие в дискуссии о профсоюзах. Вместе с А. Коллонтай возглавил группу «рабочей оппозиции» в РКП(б), заявив, что задачей профсоюзов является организация управления народным хозяйством, лишив этой функции партию, — точка зрения, резко раскритикованная в ходе дискуссии и на Х съезде РКП(б) Лениным.
Вячеслав Молотов вспоминал: «Шляпников принадлежал к большевистской группе. Мы его считали лидером… Потом очень погорел. „Рабочую оппозицию“ создал. Мало ли таких было? Неподготовленный рабочий человек».
В 1923 подписал "Заявление 46-ти" и открыто выступил с критикой ЦК по вопросам экономического положения, внутрипартийной и рабочей демократии, после чего был отправлен на дипломатическую работу.
Недолго пробыв торгпредом во Франции, в 1925 вернулся в СССР. Под давлением Политбюро был вынужден заявить, что «никакой фракционной работы» вести более не будет.
28 ноября 1927 его исключили из Общества старых большевиков.
До 1929 работал председателем правления акционерного общества «Металлоимпорт».
В 1923—1931 вышли в свет его воспоминания «Семнадцатый год».
19 февраля 1932 г. было принято постановление Оргбюро ЦК об исторических произведениях Шляпникова: «Ввиду того, что тов. Шляпников не только не признает этих своих ошибок, а продолжает настаивать на своих клеветнических, против Ленина и его партии, измышлениях, ЦК постановляет: 1. Прекратить печатание и распространение „исторических“ работ т. Шляпникова („1917 год“, „Канун 1917 года“). 2. Предложить т. Шляпникову признать свои ошибки и отказаться от них в печати. В случае же отказа со стороны т. Шляпникова выполнить пункт второй — исключить его из рядов ВКП(б)» (РГАСПИ. Ф. 81. Оп. 3. Д. 77. Л. 6).

### Первые репрессии
В 1933 году был исключён из партии, в марте-апреле 1934 года административно выслан на север Карелии, на Кольский полуостров. С октября 1934 года официально на пенсии по состоянию здоровья. 26 марта 1935 года за принадлежность к «рабочей оппозиции» осуждён на 5 лет — наказание, заменённое в декабре 1935 ссылкой в Астрахань.

### Второй арест и расстрел
2 сентября 1936 года был вновь арестован. Его обвинили в том, что, будучи руководителем контрреволюционной организации «Рабочая оппозиция», он осенью 1927 года дал директиву харьковскому центру этой организации о переходе к индивидуальному террору как методу борьбы против ВКП(б) и Советского правительства, а в 1935—1936 годах давал директивы о подготовке террористического акта против Сталина. Шляпников виновным себя не признал, но по приговору Военной коллегии Верховного Суда СССР был расстрелян ровно через год после ареста, 2 сентября 1937 года.
Как пишет О. В. Хлевнюк:

...в марте-апреле 1935 г. в Москве Особым совещанием при НКВД СССР ряд известных деятелей партии (А. Г. Шляпников, С. П. Медведев, С. И. Масленников и др.) были осуждены по сфальсифицированному делу так называемой «московской контрреволюционной организации — группы „рабочей оппозиции“». Фактически они пострадали за то, что в 1921 г. во время дискуссии по материалам X съезда партии поддерживали платформу «рабочей оппозиции».— 

## Реабилитация
31 января 1963 года Военная коллегия Верховного суда СССР реабилитировала Александра Гавриловича Шляпникова за отсутствием в его действиях состава преступления. 21 декабря 1988 года Комитет партийного контроля при ЦК КПСС восстановил Шляпникова в партии (посмертно).

## Семья
Жена — Шляпникова-Вощинская Екатерина Сергеевна, длительное время находилась в заключении, однако пережила период сталинизма.
- Сын — Юрий Александрович Шляпников (1926-2016) — профессор, в 1948 году репрессирован, по образованию — химик[14].
- Дочь — Ирина Александровна Шляпникова (1930-после 2018), не была замужем, двое детей[13][15].
- Сын — Александр Александрович Шляпников (1932 — ?).
  - Внук — Кирилл Александрович Шляпников, российский врач невролог, аллерголог-иммунолог.

## Сочинения
- Канун семнадцатого года. Семнадцатый год. Т. 1: Канун семнадцатого года rar
- Канун семнадцатого года. Семнадцатый год. Т. 2: Семнадцатый год rar
- Семнадцатый год. — М.; Пг., 1923—1931
- Февральские дни в Петербурге. — Харьков, 1925. — 71 с.
- О задачах рабочих союзов. Самара, 1921
- Революция 1905 г. Л.; М., 1925
- Заметки о Франции. Л., 1926
- По заводам Франции и Германии. Л., 1926